# Samikao
Samikao (gruz. სამიქაო) – wieś w Gruzji, w regionie Megrelia-Górna Swanetia, w gminie Abasza. W 2014 roku liczyła 549 mieszkańców.

## Urodzeni
- Grigorij Karanadze